# Kádas Kálmán

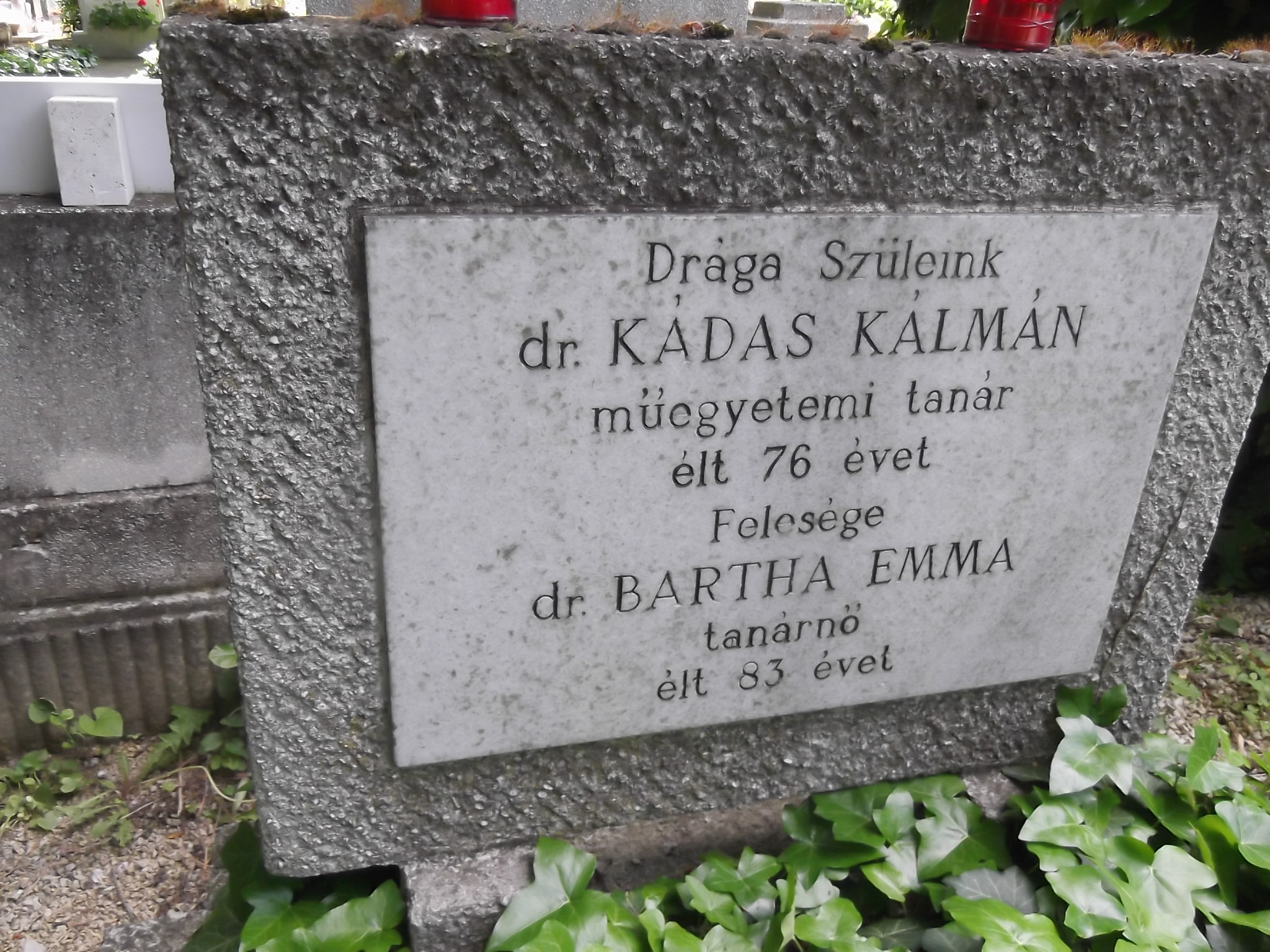
Kádas Kálmán és felesége, Bartha Emma sírja a Farkasréti temetőben

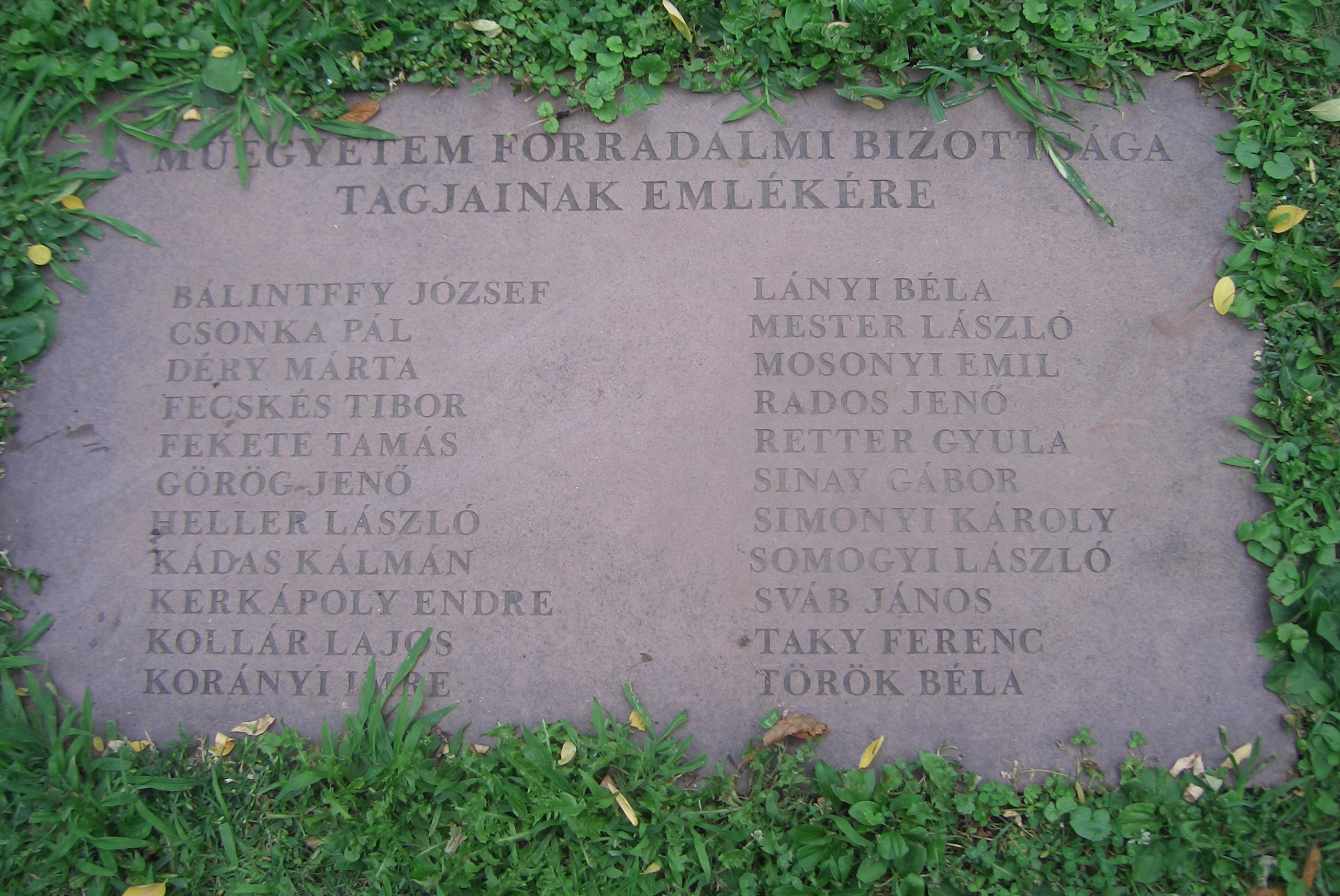
A Budapesti Műszaki Egyetem forradalmi bizottságának tagjai között Kádas Kálmán

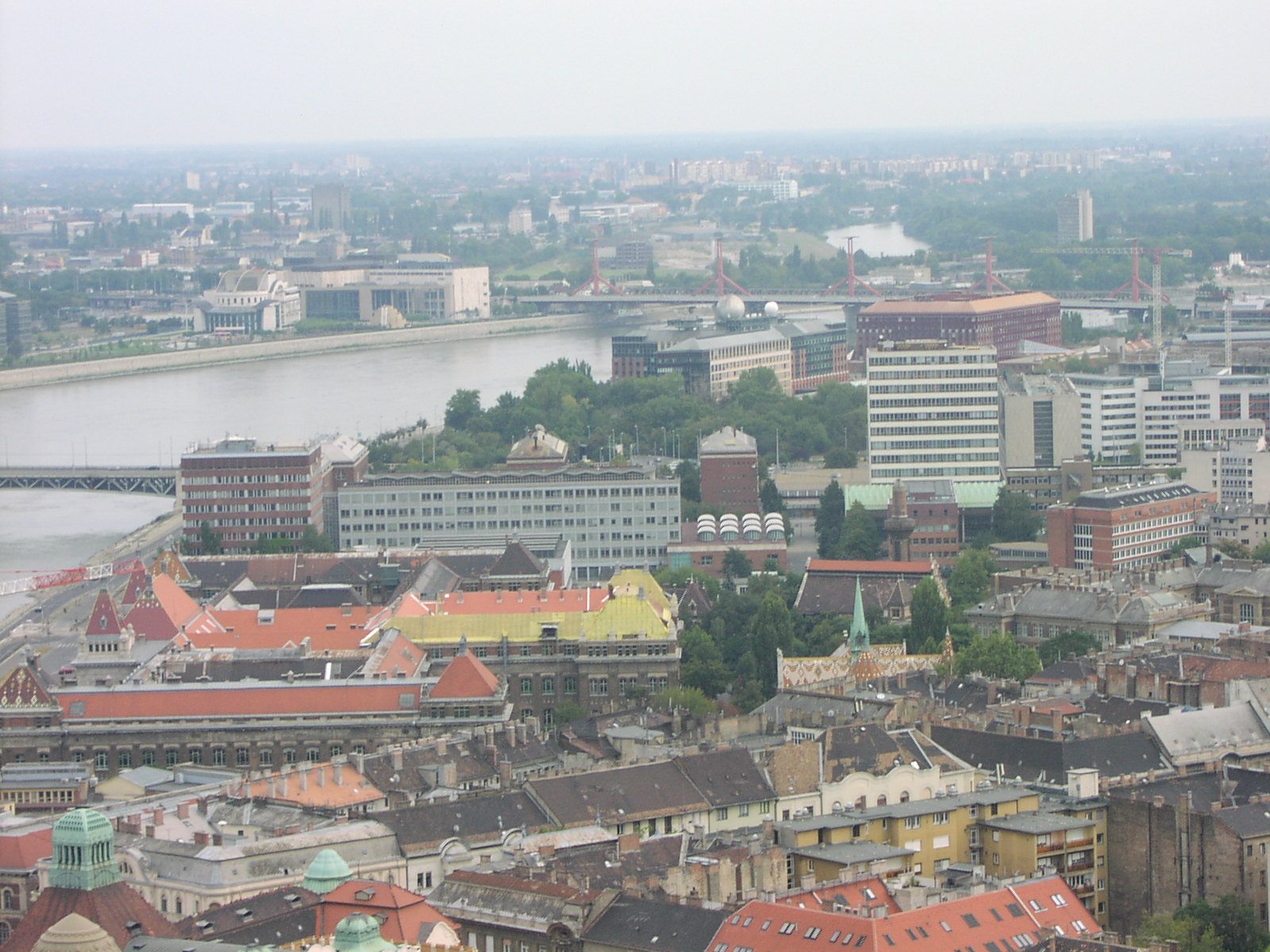
A BME Közlekedésmérnöki Kar épülete a Gellért hegyről jobb szélen barna épület, 2009-ben. Itt dolgozott 1955–1978 között.

Kádas Kálmán (Kisoroszi, 1908. július 30. – Budapest, 1985. március 17.) magyar gépészmérnök, gazdasági mérnök, statisztikus, Heller Farkas munkatársa, egyetemi tanár, a műszaki tudományok doktora (1974).

## Élete
Szülei Kádas Sándor és Bentsik Gabriella. Nyolc testvére volt. 1943-ban nősült, felesége Bartha Emma dr. (1908–1990) közgazdász és zenetanár. Fiai Kádas István (1946) vegyészmérnök és Kádas Sándor (1948–2021) matematikus.
Elemi iskoláit Kisorosziban végezte, a váci Piarista Gimnáziumban érettségizett, 1926-ban, osztályfőnöke Öveges József volt. A Budapesti József Műegyetemen gépészmérnöki oklevelet, 1931-ben, közgazdasági mérnöki oklevelet, 1932-ben, közgazdasági doktori oklevelet 1936-ban szerzett. 1961-ben „Közlekedésfejlesztés nagyhatékonyságú típusai. Az új technika észszerű alkalmazása és kutatása a közlekedésben" című disszertációja alapján a műszaki tudományok kandidátusa címet kapta meg. 1974-ben „A közlekedésfejlesztés makroökonómiai hatékonyságát fokozó műszaki-gazdasági összefüggések egyes típusai és módszeres hasznosításaik lehetőségei” című értekezése alapján a műszaki tudományok doktora címet kapta meg.
A Nemzeti Emlékhely és Kegyeleti Bizottság a Farkasréti temetőben található sírhelyét a Nemzeti sírkert részévé nyilvánította.

## Munkahelyei, beosztásai
- 1933–1948: a Műegyetem nemzetgazdasági és pénzügytan tanszékén Heller Farkas mellett 1933-tól tanársegéd, 1936-tól adjunktus, 1943-tól 1948-ig, a Heller Farkas által vezetett tanszék felszámolásáig egyetemi magántanár
- 1938–1949:  a Központi Statisztikai Hivatal ipargazdasági szakértője
- 1949–1961: a Közlekedés és Postaügyi Minisztérium (KPM) külső szakértője (1949–1950), a KPM csoportvezető főmérnöke (1951–1953), a Műszaki Fejlesztési Osztály vezetője (1953–1959), a Műszaki Fejlesztési és Közlekedéspolitikai Főosztály és a Terv- és Műszaki Főosztály főosztályvezető-helyettese (1959–1961)
- 1955–1976: a Budapesti Műszaki Egyetem Közlekedésgazdaságtani tanszékének tanszékvezető egyetemi tanára. Közlekedéstudományi Szemle. 1994. 9-10. sz.[8]
- 1956–1979 a posztgraduális gazdasági mérnök-szakképzés vezetője.
- 1957–1964: a Budapesti Műszaki Egyetem Közlekedésmérnöki Kar dékánja.[9]
- 1967–1970: a Budapesti Műszaki Egyetem továbbképzési rektorhelyettese.
- 1974–1976: a Közlekedéstechnikai és Szervezési Intézet tudományos igazgatóhelyettese.

## Kutatási területe
Szerteágazó közgazdaságtani munkássága kiterjedt az ipargazdaságtanra, a közlekedésgazdaságtanra, a közlekedésstatisztikára, az ökonometriára, a prognosztikára. 1945 után ipar- és közlekedés-gazdaságtani kutatásokkal foglalkozott, alapvető tevékenységet fejtett ki a magyarországi gépjármű- közlekedési kapacitástényezők távlati fejlesztése, a közlekedésfejlődés és az urbanizálódás összefüggéseinek feltárása, infrastruktúrájának gazdasági vizsgálata terén. Jelentős szerepet játszott az első magyarországi közlekedési gazdasági mérnökképzés megszervezésében.

## Fontosabb művei
- Kádas Kálmán (1908-1985) 100 publikációjának adatai. OSZK. Katalógus.[10]
- Az emberi munka termelékenységének statisztikai vizsgálata a magyar gyáriparban. Magyar Statisztikai Szemle, 1944. július-augusztus[11]
- Az indexegyenletek szerepe és jelentősége a prognosztikában. Statisztikai Szemle. 1970. április.[11]
- Statisztika. 2. Egyetemi jegyzet. Tankönyvkiadó. Budapest, 1957
- Közlekedésgazdaságtan. 2. Egyetemi jegyzet. Tankönyvkiadó. Budapest, 1958
- A közlekedés gazdasági kérdései. Közlekedésügy. Egyetemi tankönyv. Tankönyvkiadó. Budapest, 1958
- A közlekedés főbb gazdasági kérdései. Mérnöki kézikönyv. Budapest, 1961
- Közlekedésgazdaságtan. 2. Egyetemi jegyzet. Tankönyvkiadó. Budapest, 1963
- Terv- és üzemgazdasági ismeretek. Egyetemi jegyzet. Tankönyvkiadó. Budapest, 1963
- A matematikai statisztika közúti forgalomtechnikai alkalmazásai. Egyetemi szakmérnöki jegyzet. Tankönyvkiadó. Budapest, 1965
- Fazekas Ferenc-Kádas Kálmán. Matematikai módszerek közlekedés-javítóipari alkalmazásai. A Mérnöki Továbbképző Intézet kiadványa. Budapest, 1966
- Statisztika. 1–2. Egyetemi jegyzet. Tankönyvkiadó. Budapest, 1966; 2. bővített kiadás: 1972
- Kádas Kálmán- Kereszturi Sándor- Réczey Gusztáv. Építésgazdasági ismeretek. Tankönyvkiadó. Budapest, 1968; 3. kiadás: 1970
- Approximate Solution of the Economic Strategy in Tansport. (Periodica Polytechnica. Mechanical Engineering, Vol 12. No 2. 1968.[12]
- Vállalatgazdaságtan. Tankönyvkiadó. Budapest, 1968; 2. bővített kiadás, 1971
- Anyagmozgatás gazdaságtana. I–II. Tankönyvkiadó. köt. Budapest, 1969
- Technisch-ökonomische Steuerung von Verkehrsabläufen mit Hilfe kybernetischer Systeme (Göttingen, 1970)
- Közlekedésgazdaságtan. Egyetemi tankönyv. Tankönyvkiadó. Budapest, 1972; 2. kiadás: 1976
- A közlekedésstatisztika módszerei. Egyetemi tankönyv. Tankönyvkiadó. Budapest, 1972. 2. kiadás: 1977

## Díjai, elismerései
- Szocialista Munkáért érdemérem (1953; 1955)
- Jáky József-emlékérem (1959)
- A drezdai Friedrich List Közlekedési Főiskola tiszteletbeli doktora (1962)
- Széchenyi István-emlékplakett (1965)
- Munka Érdemrend ezüst fokozata (1966)
- MTESZ-emlékérem (1970)
- Állami Díj (1970)[13]
- Felszabadulási Jubileumi Emlékérem (1979)

## Közéleti szerepvállalása
- 1945–1951: a Magyar Közgazdasági Társaság főtitkára
- 1959–1976: a Magyar Közgazdasági Társaság alelnöke
- 1948–1951: a Magyar Statisztikai Társaság titkára
- 1963–1985: a hágai International Statistical Institute(wd) tagja
- 1966–1985: Institut International de Statistique tagja
- Environment and Planning(wd)szerkesztőbizottságának tagja
- Regional Science and Urban Economics(wd)szerkesztőbizottságának tagja
- 1972–1985 a bécsi Österreichische Verkehrswissenschaftliche Gesellschaft választott tagja
- 1972–1977 a Magyar Közgazdasági Társaság elnökségének a tagja